# Frank Baumann
Frank Baumann (* 29. Oktober 1975 in Würzburg) ist ein ehemaliger deutscher Fußballspieler und heutiger Fußballfunktionär. Er war zuletzt von Mai 2016 bis zum Ende der Saison 2023/24 als Geschäftsführer Sport (später Geschäftsführer Fußball) bei Werder Bremen beschäftigt und ist seit dem 1. Juni 2025 Vorstand Sport beim FC Schalke 04.

## Karriere als Spieler
Frank Baumann war ursprünglich ein Abwehrspieler und wechselte später ins defensive Mittelfeld.

### Verein
Der gebürtige Würzburger begann in der Jugend des dortigen Vereins TSV Grombühl mit dem Fußballspielen. 1991 wechselte er zur Jugend des 1. FC Nürnberg, bei dem er seine Profikarriere begann. 1999 schloss er sich dem SV Werder Bremen an, bei dem er 2009 seine aktive Zeit beendete, aber weiterhin im Verein tätig blieb.

#### Nürnberg
Baumann begann seine Profikarriere am 3. Oktober 1994, dem siebten Spieltag der Zweitligasaison 1994/95 im Heimspiel gegen den SG Wattenscheid 09 in der Startelf. In der laufenden Spielzeit kam er nur auf vier weitere Einsätze, zu Beginn der nächsten Saison entwickelte er sich jedoch zum Stammspieler. Vereinstreue bewies er, als er den Club 1996/97 in die Regionalliga begleitete. Dort gelang der sofortige Wiederaufstieg und ein Jahr später der Durchmarsch in die Bundesliga. Im Saisonfinale 1998/99 wurde er zur tragischen Figur. Vor dem letzten Spieltag hielt der 1. FC Nürnberg den Klassenerhalt bereits für gesichert, stieg aber dann doch ab. Dies wiederum führte dazu, dass Baumann, der eigentlich in Nürnberg bleiben wollte, den Verein wechselte, da er kurz vor der Einberufung in die Nationalmannschaft stand. Baumann hatte in der 89. Minute des letzten Spiels eine Großchance vergeben – ein Tor mehr hätte zum Klassenerhalt gereicht.

#### Bremen

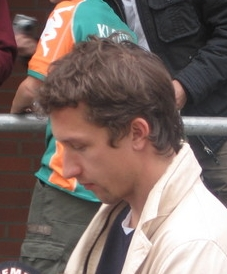
Frank Baumann 2007

Baumann wechselte zum SV Werder Bremen. Er war der erste Spieler, den der neue Trainer Thomas Schaaf verpflichtete. Im Jahr 2000 wurde Baumann Mannschaftskapitän, was er bis zum Karriereende blieb. Durch sein ruhiges Auftreten und seine abgeklärte Spielweise genoss er ein hohes Ansehen innerhalb der Mannschaft. Er war ein wichtiger Baustein zur Meisterschaft und zum DFB-Pokal-Sieg im Jahr 2004. In seinen letzten aktiven Jahren wurde er immer wieder durch Verletzungen, insbesondere an der Achillessehne, zurückgeworfen. So konnte er in den Spielzeiten 2005/06 und 2006/07 nur 19 bzw. 17 Spiele in der Bundesliga absolvieren.
In der Saison 2008/09 konnte Baumann wieder häufiger eingesetzt werden. Mit einem Tor im Halbfinale führte er die Mannschaft 2009 ins UEFA-Cup-Finale. Dort unterlag Bremen Schachtar Donezk. Zum Saisonende beendete er seine aktive Laufbahn; das letzte Spiel seiner Karriere absolvierte er im DFB-Pokalfinale am 30. Mai 2009 gegen Bayer 04 Leverkusen, das Werder mit 1:0 gewann.
Am 16. Dezember 2009 wurde Baumann zum siebten Ehrenspielführer des SV Werder Bremen ernannt.

### Nationalmannschaft
Baumann gab sein Debüt für die deutsche Nationalmannschaft am 14. November 1999 beim 1:0-Erfolg in Oslo gegen Norwegen. Sein letztes Spiel bestritt er am 26. März 2005 gegen Slowenien. Seine zwei Tore erzielte er beide 2001 in Freundschaftsspielen gegen die Slowakei und Ungarn.
Baumann nahm mit der Nationalmannschaft an der Fußball-Weltmeisterschaft 2002 teil, wurde einmal im Achtelfinale gegen Paraguay in der 60. Minute eingewechselt. Bei der Europameisterschaft 2004 in Portugal spielte Baumann im ersten Gruppenspiel gegen die Niederlande und im zweiten Gruppenspiel gegen Lettland mit; die Mannschaft schied nach der Gruppenphase aus.

## Karriere als Funktionär
Im Anschluss an seine Laufbahn als Profifußballer wechselte Baumann nach einem halben Jahr „Auszeit“ Anfang 2010 als Assistent des damaligen Geschäftsführungsvorsitzenden Klaus Allofs ins Management von Werder Bremen. Ende 2011 wurde er zusätzlich Leiter der Scouting-Abteilung. Im November 2012 folgte die Beförderung zum Direktor Profifußball und Scouting; in dieser eigens für Baumann neu geschaffenen Funktion arbeitete er direkt dem Geschäftsführer Profifußball Thomas Eichin zu. Nach der Saison 2014/15 gab er seine Tätigkeit auf.
Am 19. Mai 2016 gab Werder Bremen nur ein Jahr später bekannt, dass Frank Baumann den bisherigen Sportchef Thomas Eichin ablösen würde, von dem sich der Verein wegen unterschiedlicher Auffassungen zur zukünftigen sportlichen Entwicklung unmittelbar zuvor getrennt hatte. Am 27. Mai 2016 wurde Baumann in seiner neuen Funktion als Geschäftsführer Sport (später Geschäftsführer Fußball) im Rahmen einer Pressekonferenz vom Verein präsentiert. Am 1. November 2023 wurde bekanntgegeben, dass Baumann nach Ende der Saison 2023/24 diesen Posten aufgeben wird.
Seit dem 1. Juni 2025 ist Baumann Vorstand Sport beim FC Schalke 04.

## Privat
Frank Baumann gehört dem Kuratorium der Stiftung Jugendfußball an. Die Stiftung Jugendfußball wurde im Jahr 2000 von Jürgen Klinsmann, weiteren erfolgreichen Nationalspielern sowie den Dozenten des Fußball-Lehrer-Sonderlehrgangs gegründet.
Baumann ist gelernter Sozialversicherungsfachangestellter und Sportfachwirt. Er ist verheiratet und hat zwei Kinder.

## Erfolge
- Vizeweltmeister 2002 (1 Einsatz)
- Deutscher Meister 2004
- DFB-Pokal-Sieger 2004 und 2009
- DFL-Ligapokal-Sieger 2006